# بريجيت هاينريش
بريجيت هاينريش (بالألمانية: Brigitte Heinrich )‏ (و. 1941 – 1987 م) هي صحفية، وسياسية ألمانية، ولدت في فرانكفورت، كانت عضوةً في تحالف '90 / الخضر، توفيت في فرانكفورت، عن عمر يناهز 46 عاماً.

## مناصب
تولت منصب عضو في البرلمان الأوروبي (24 يوليو 1984–29 ديسمبر 1987).